# Gibsonville (Carolina del Norte)
Gibsonville es un pueblo ubicado en el condado de Alamance y condado de Guilford en el estado estadounidense de Carolina del Norte. La localidad en el año 2000, tenía una población de 4.372 habitantes en una superficie de 6,1 km², con una densidad poblacional de 717,1 personas por km².

## Geografía
Gibsonville se encuentra ubicado en las coordenadas 36°06′09″N 79°32′21″O / 36.102628, -79.539078. Según la Oficina del Censo, la localidad tiene un área total de 6,1 km² (2,4 mi²), de la cual 6,1 km² (2,4 mi²) es tierra y 0 km² (0 mi²) (0.0%) es agua.

### Localidades adyacentes
El siguiente diagrama muestra a las localidades en un radio de 12 kilómetros (7,5 mi) de Gibsonville.

## Demografía
En el 2000 la renta per cápita promedia del hogar era de $42.989, y el ingreso promedio para una familia era de $51.164. El ingreso per cápita para la localidad era de $21.142. En 2000 los hombres tenían un ingreso per cápita de $36.025 contra $24.740 para las mujeres. Alrededor del 8.90% de la población estaba bajo el umbral de pobreza nacional.